# Placa de la Pioneer

Placa de la Pioneer 10.

Las placas de la Pioneer son un par de planchas metálicas que fueron colocadas a bordo de las sondas espaciales Pioneer 10 y Pioneer 11 con un mensaje visual.
Las sondas espaciales Pioneer 10 y Pioneer 11 fueron dos de las primeras sondas del programa de exploración espacial de la NASA. La sonda Pioneer 10 fue lanzada desde cabo Cañaveral el 2 de marzo de 1972 y la Pioneer 11 el 5 de abril de 1973 desde el mismo sitio.
La misión de las Pioneer fue explorar los planetas gigantes (Júpiter y Saturno) del sistema solar y también se les han instalado placas inscritas con un mensaje simbólico que informaría a una posible civilización extraterrestre que llegara a interceptar las sondas sobre el ser humano y su lugar de procedencia, la Tierra: una especie de «mensaje en una botella» interestelar.
Las placas fueron diseñadas y popularizadas por el astrónomo y divulgador científico estadounidense Carl Sagan y por Frank Drake, y dibujadas por Linda Salzman Sagan. De hecho, fue el propio Sagan quien persuadió a la NASA y los convenció para que las Pioneer llevaran la placa.

## Simbolismo
En ellas aparecen: a la derecha, la imagen de la sonda con el único fin de dar proporción a las dos figuras humanas dibujadas delante, una femenina y otra masculina. Los dibujos originales de las figuras se basaron en los de Leonardo da Vinci y en las esculturas griegas.
Se puede ver que el órgano sexual (la vulva) de la mujer no está representado; solo se muestra el monte de Venus. Se ha afirmado que Sagan, teniendo poco tiempo para completar la placa, sospechaba que la NASA habría rechazado un dibujo más exacto y por lo tanto buscó un compromiso solo para estar seguro.

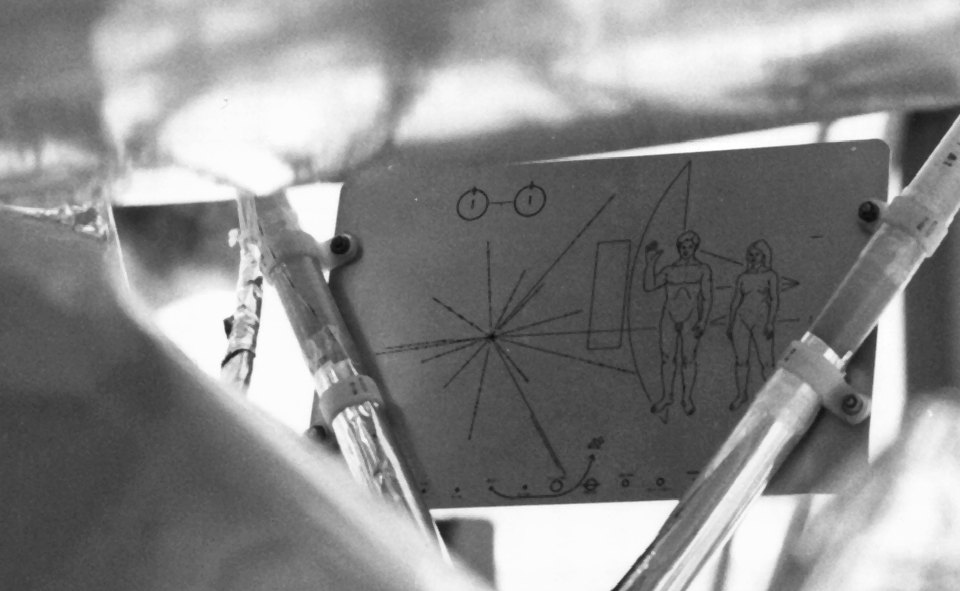
La placa montada en la sonda Pioneer 10.

A la izquierda, un haz de líneas que parten radialmente de un mismo punto. Ese punto de referencia es el Sol; las líneas indican la dirección de los púlsares más significativos cercanos a nuestro sistema solar, y en cada uno, en sistema de numeración binario, su secuencia de pulsos. Este apartado constituye nuestra «dirección» en el universo. Una civilización técnicamente avanzada, con conocimiento de los púlsares, podría interpretar las placas.
El esquema situado en la parte superior izquierda de la placa representa una inversión en la dirección de spin del electrón, en un átomo de hidrógeno (el elemento más abundante en el universo). Esta transición provoca una onda de radio de 21 centímetros. En la parte inferior se representa un esquema del sistema solar, con los planetas ordenados según su distancia al Sol y con una indicación de la ruta inicial de las Pioneer.

## Datos
- Ancho: 229 mm
- Alto: 152 mm
- Grosor: 1,27 mm
- Masa: 120 g